# Pseudargynnis
Pseudargynnis is een geslacht van vlinders uit de familie Nymphalidae.
Het geslacht telt één soort:
- Pseudargynnis hegemone Godart, 1819